# 布鲁金斯 (南达科他州)
布鲁金斯（英語：Brookings）是美国南达科他州下属的一座城市，也是布魯金斯縣的縣治。根据2010年美国人口普查，该市有人口22,056人。2011年估计该市人口约有22,228人，年增长率为0.78%。